# Touché Amoré
Touché Amoré est un groupe de post-hardcore américain, originaire de Los Angeles, en Californie.

## Biographie

### Débuts (2007–2011)
Après sa formation en 2007, le groupe sort sa première démo en septembre 2008 sur No Sleep Records. Après quelques tournées sur la côte ouest, il enregistre l'album To the Beat of a Dead Horse en janvier 2009. Il sort six mois après en même temps sur 6131 et Collect Records, le label de Geoff Rickly du groupe Thursday.
Parting the Sea Between Brightness and Me, le deuxième album, produit par Ed Rose, est publié en juin 2011 sur Deathwish Inc. Son succès critique lui assure des tournées en Amérique avec La Dispute et en Europe comme avec le groupe norvégien Death Is Not Glamourous. Commencé le 27 juin 2011, elle se finit au Hevy Music Festival et au Ieperfest. Lorsque Give Up the Ghost se reforme, Touché Amoré le soutient, car il est une influence du groupe, affirme Jeremy Bolm. L'album Parting the Sea Between Brightness and Me atteint notamment la sixième place des albums de l'année au Rock Sound à la fin de 2011.

### Is Survived By(2012–2015)
En février et mars 2012, Touché Amoré fait une tournée avec Pianos Become the Teeth et les Anglais de Basement. En Angleterre, les deux groupes américains font chacun une moitié des dates. Entretemps, il partage l'affiche en Europe avec Rise Against et Architects. En mai, il sort un Live on BBC Radio 1. En septembre 2013, le groupe sort un troisième album, Is Survived By, encore sur Deathwish Inc, ainsi qu'un split avec Self Defense Family. En 2014, le groupe tourne aux États-Unis avec mewithoutYou, et joue au SXSW 2014. De retour en Europe avec Birds in Row.
En 2015, le groupe revient en Australie avec Every Time I Die, puis tourne en Europe avec Loma Prieta, Dangers, et Newmoon après le Coachella Festival. Un split collaboratif avec Self Defense Family, Self Love, est publié en 2015 aet comprend les chansons des deux groupes enregistrées avec le producteur Will Yip.

### Stage Four(2016-2019)
Touché Amoré publie son quatrième album, et premier album chez Epitaph Records, Stage Four, le 16 septembre 2016. Après cette sortie, le groupe tourne pendant plusieurs mois avec notamment Balance and Composure et Hum.

### Lament(2020)
Touché Amoré sort son cinquième album studio Lament le 9 octobre 2020 chez Epitaph Records. Celui-ci est produit par Ross Robinson. 

## Discographie

### Albums studio
- 2009 : ...To the Beat of a Dead Horse
- 2011 : Parting the Sea Between Brightness and Me
- 2013 : Is Survived By
- 2016 : Stage Four
- 2020 : Lament
- 2024 : Spiral In a Straight Line

### EP
- Demo (2008, No Sleep)
- Searching for a Pulse/The Worth of the World (split avec La Dispute) (2010, No Sleep)
- Touché Amoré / Make Do and Mend (split avec Make Do and Mend) (2010, 6131/Panic)
- Live at WERS (2010, Condolences)
- Live on BBC Radio 1 (2012, Deathwish)
- Touché Amoré / The Casket Lottery (split avec The Casket Lottery) (2012, No Sleep)
- Touché Amoré / Pianos Become the Teeth (split avec Pianos Become the Teeth) (2013, Deathwish/Topshelf)
- Touché Amoré / Title Fight (split avec Title Fight) split (2013, Sea Legs)
- Touché Amoré / Self Defense Family (split avec Self Defense Family) split (2014, Deathwish)